# NGC 3814
NGC 3814 est une galaxie lenticulaire située dans la constellation du Lion. NGC 3814 a été découverte par l'astronome français Édouard Stephan en 1881.

## Caractéristiques
Sa vitesse par rapport au fond diffus cosmologique est de 3 889 ± 30 km/s, ce qui correspond à une distance de Hubble de 57,4 ± 4,0 Mpc (∼187 millions d'al).

## Groupe de NGC 3798
Il est étonnant que la galaxie NGC 3814 n'ait pas été incluse dans le groupe de NGC 3798 par deux auteurs, soit A.M Garcia et Abraham Mahtessian. Elle est très rapprochée de NGC 3815 et sa distance Hubble de 57,4 Mpc est presque la même que la moyenne du groupe, soit 58,0 Mpc.